# 福蒂斯丘 (新澤西州)
福蒂斯丘（英語：Fortescue）是位於美國新澤西州坎伯蘭縣的普查規定居民點。

## 人口
根據2020年美國人口普查的數據，福蒂斯丘的面積為0.81平方千米，當中陸地面積為0.75平方千米，而水域面積為0.06平方千米。當地共有人口189人，而人口密度為每平方千米233.33人。